# ایگنچلیار (شهرستان گافوریسکی، باشقیرستان)
ایگنچلیار (انگلیسی: Igenchelyar, Gafuriysky District, Republic of Bashkortostan) یک شهرک در شهرستان گافوریسکی استان باشقیرستان کشور روسیه است.